# Fairchild C-26 Metroliner
Fairchild C-26 Metroliner è la designazione per la serie Fairchild Swearingen Metroliner di aerei turboelica in servizio presso le forze armate statunitensi. Non è stato ufficialmente denominato dalle forze armate USA, ma è ufficiosamente noto con lo stesso nome del corrispondente modello civile. Il C-26A è la versione militare del Model SA227-AC Metro III; il C-26B è la versione militare del Model SA227-BC Metro III e Model SA227-DC Metro 23; e l'UC-26C è la designazione militare per il Model SA227-AT Merlin IVC.

## Storia del progetto
La United States Air Force comprò 11 aerei C-26A basati sul SA227-AC, e due di questi furono forniti alla Aviación Militar Venezolana. Più tardi i C-26B erano l'equivalente militare del Metro 23 e l'USAF ne ricevette 37 esemplari. Alcuni di questi furono trasferiti alla Fuerza Aérea del Perú e all'US Army, mentre sei furono trasferiti all'US Navy come C-26D. L'esercito americano acquistò anche un Merlin IVC di seconda mano e lo mise in servizio come il (solo) UC-26C.

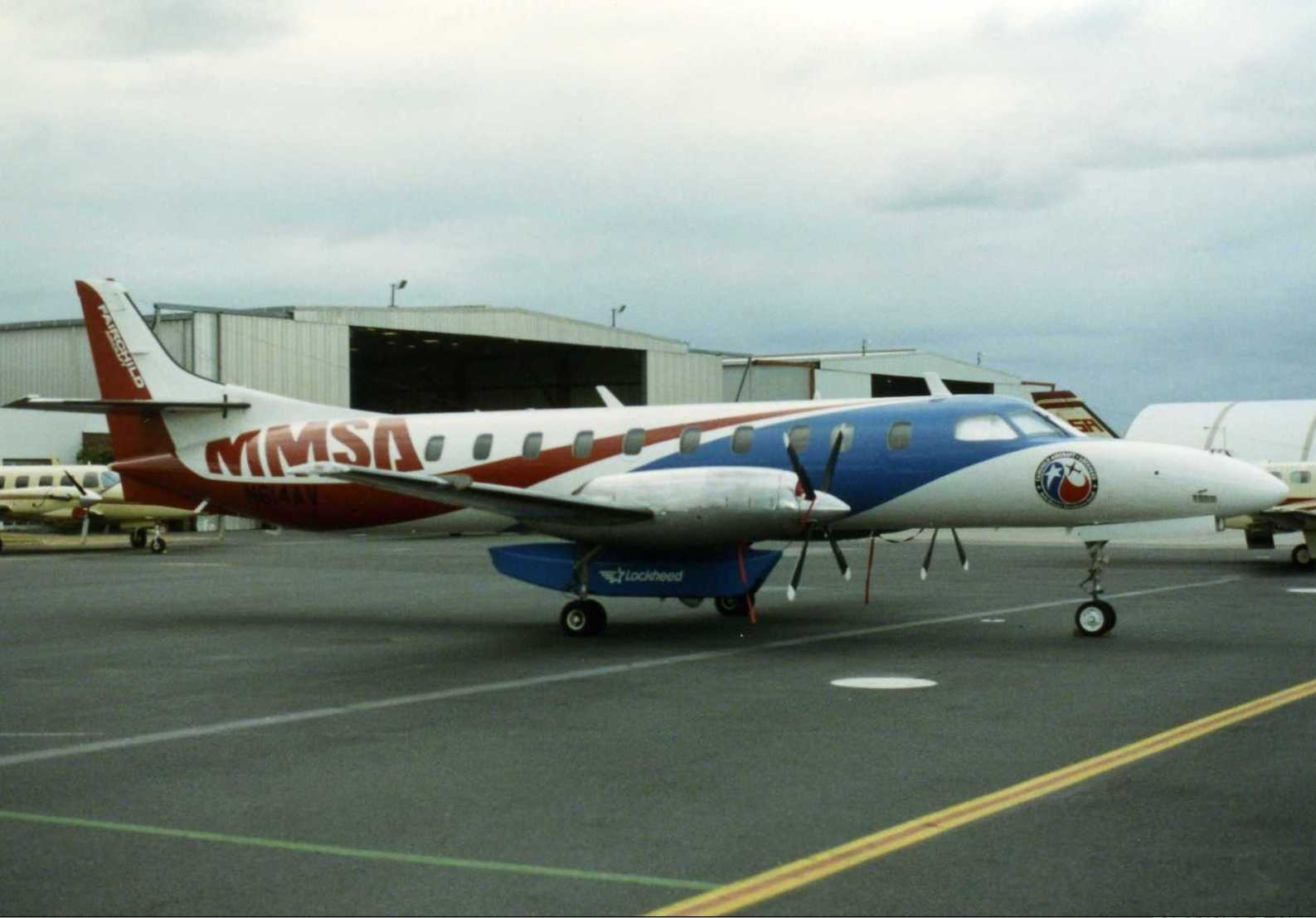
Il Multi Mission Surveillance Aircraft in Australia, primi anni 1990

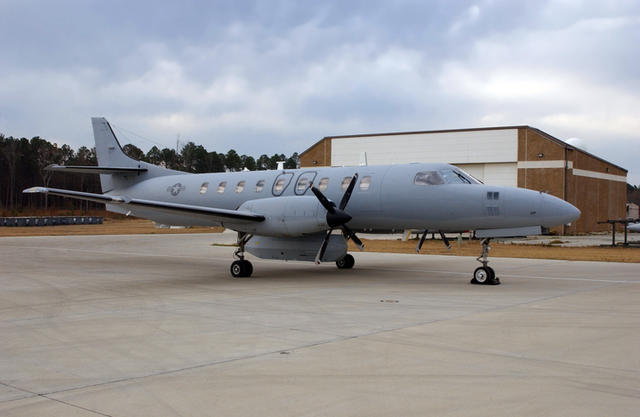
Un RC-26B sulla pista di Jacksonville ANG Base in febbraio 2005

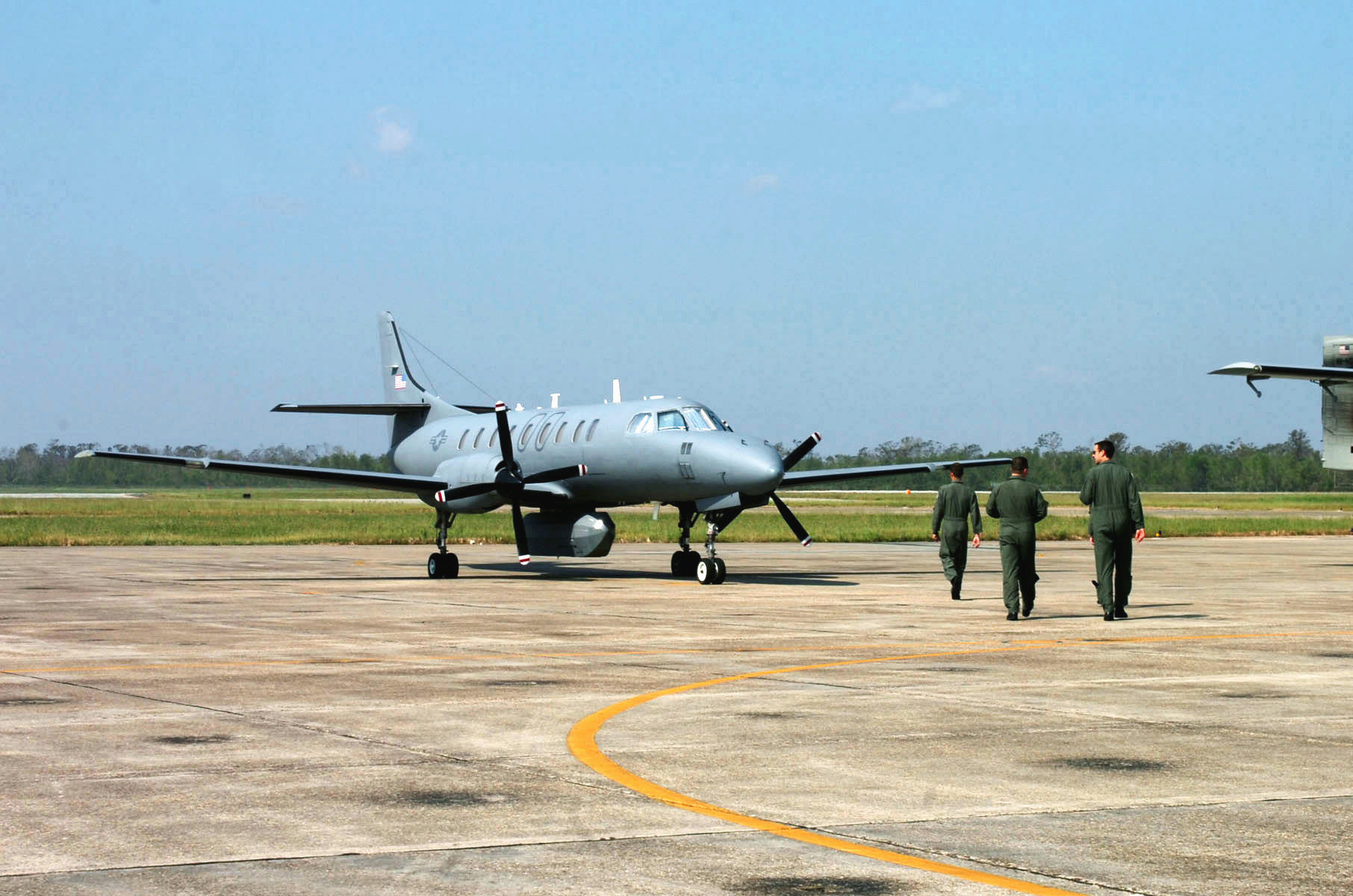
Un RC-26B della ANG del Texas eseguì rilievi fotografici dopo l'uragano Katrina in settembre 2005

Un Metro III, c/n AC-614, fu trasformato nel Fairchild Aircraft/Lockheed Multi Mission Surveillance Aircraft, dotato di un radar Lockheed phased array in una lunga capsula sotto la fusoliera. Diverse caratteristiche di questo aereo MMSA ("Aereo da sorveglianza multi-missione") furono adottate in alcuni C-26 dell'USAF, rinominati RC-26B, impiegati dall'Air National Guard (ANG) in vari stati. Questi aeromobili sono stati usati principalmente per missioni di ricognizione da parte del Department of Defense a supporto di vari organi del Department of Homeland Security come United States Coast Guard (USCG) e Customs and Border Protection (CBP) nella lotta alla droga oppure, ancora, all'USCG e alla Federal Emergency Management Agency (FEMA) nell'immediatezza di calamità naturali. In origine gli aerei RC-26B venivano configurati con una capsula ventrale contenente una torretta con sensori e un registratore di dati. Recentemente questa capsula è stata tolta e la torretta con sensori è stata aggiunta alla "pancia" dell'aereo. Per un certo periodo, alcuni dei C-26B fecero servizio con la registrazione civile.
La US Navy mantiene in servizio diversi apparecchi C-26D, modificati per aumentarne il raggio di azione, presso la Pacific Missile Range Facility Barking Sands (Hawaii).

## Varianti
C-26AVersione militare del Metro III (Model SA227-AC).
C-26BVersione militare di Metro III (Model SA227-BC) e Metro 23 (Model SA227-DC).
RC-26BC-26B modificato con equipaggiamento da sorveglianza elettronica per missioni di contrasto al narcotraffico (l'USAF ne impiega 11 in seno all'Air National Guard).
UC-26CEra un Merlin IVC usato, costruito nel 1983, impiegato per diversi anni come 89-1471. Modificato con un pacchetto di sensori integrato comprendente un radar orientato in avanti con infrarossi ed alta risoluzione.
C-26DC-26B trasferiti dall'inventario USAF e modificati con nuovi strumenti di navigazione per la US Navy, quattro usati per trasporto di pronto intervento di materiali e passeggeri in Europa.
EC-26DUn aereo di ampio raggio utilizzato dalla US Navy, con base Pacific Missile Range Facility Barking Sands (Hawaii).
RC-26DDue aerei di ampio raggio  utilizzati dalla US Navy, con base Pacific Missile Range Facility Barking Sands, con unità radar installate.
C-26E
Aggiornamento di undici aerei C-26B comprendente un sistema strumentale di bordo migliorato Rockwell Collins Proline 21.

## Utilizzatori
Barbados
- Barbados Defence Force Air Wing - Regional Security System (RSS)

 Colombia
- Fuerza Aérea Colombiana

3 C-26B donati dagli USA, nel 1999-2001, l'ultimo dei quali ritirato nel 2022 e ceduto alla Policía Nacional de Colombia.
- Policía Nacional de Colombia

1 C-26B ex Fuerza Aérea Colombiana ricevuto nel 2022.
 Messico
- Fuerza Aérea Mexicana

2 C-26 Metroliner III consegnati.
 Perù
- Fuerza Aérea del Perú

 Trinidad e Tobago
- Trinidad and Tobago Defence Force Air Guard (TTAG)

 Stati Uniti
- United States Air Force

11 RC-26B Condor in servizio dal 1992 alla fine di dicembre 2022.
- United States Army
- United States Navy

3 RC-26D in servizio tra il 1999 e il 2020.
 Venezuela
- Aviación Militar Venezolana

2 C-26B Metroliner III per guerra elettronica acquistati di seconda mano nel 1996 dagli USA, 1 in servizio al settembre 2018.